# 贝森佐内
贝森佐内（義大利語：Besenzone），是意大利皮亚琴察省的一个市镇。总面积23平方公里，人口985人，人口密度42.8人/平方公里（2009年）。ISTAT代码为033003。